# Callomelitta nigra
Callomelitta nigra là một loài Hymenoptera trong họ Colletidae. Loài này được Rayment mô tả khoa học năm 1929.